# Анден, Эва
Эва Анден (швед. Eva Johanna Andén, 23 апреля 1886 — 26 марта 1970) — шведский практикующий юрист и журналист. Первая женщина-адвокат в Швеции.

## Биография
Эва Анден родилась в Уппсале в 1886 г. Её родителями были торговец Гериберт Анден и Элин Форссман.
По окончании школы и сдачи экзаменов Эва в 1907 г. поступила в Уппсальский университет на юридический факультет, где оказалась единственной девушкой на курсе. Она окончила университет в 1912 г. и стала преподавателем права. В 1912—1913 гг. она ездила по Швеции и от имени Landsföreningen för kvinnans politiska rösträtt («Национальной ассоциации по избирательному праву женщин») с лекциями. Из-за того, что она женщина, Эву не принимали работать адвокатом, но она смогла устроиться клерком в окружном суде города Фалун, а затем в 1914—1915 гг. занималась юридической практикой в фирме Юхана Чёрнельда, секретаря Шведской ассоциации адвокатов. При этом ей пришлось называть себя незамужней, поскольку замужние женщины должны были получить разрешение работать у мужа — эта дискриминация была отменена только в 1925 г.
В 1915 г. Эва возглавила юридическую контору в Стокгольме, сменив на этой должности Анну Петтерссон. В 1918 г. Эву приняли в Шведскую коллегию адвокатов. Формально никаких препятствий к этому не имелось, но появление женщины в этой организации в то время стало исключительным событием и удостоилось внимания прессы. После принятия Эвы Анден в коллегию адвокатов название её конторы было изменено на юридическую фирму Эвы Анден. В 1919 году она взяла партнёром Матильду Стаэль фон Гольштайн, которая в 1921 г. стала второй женщиной-адвокатом Швеции.
Контора Эвы Анден была успешной и работала по делам разводов, наследства, алиментов и опеки. Среди клиентов Эвы были Сельма Лагерлёф, Барбро Альвинг и Астрид Линдгрен. Она была подругой Александры Коллонтай, Каролины Видерстрём и Эллен Фрис. Эва вошла в состав государственного правового комитета, консультировавшего Правительство Швеции по вопросам законодательства в отношении женщин и детей, претерпевших серьёзные изменения после введения избирательного права женщин, и внесла свой вклад в реформы, в которых права детей, рождённых вне брака были усилены, а замужние женщины были освобождены от опекунства своих мужей.
Эва часто публиковала статьи в прессе по теме законодательства и прав женщин в вопросах брака, наследства, абортов и проституции. В течение 1920—1930-х гг. она была постоянным автором либерального феминистского еженедельного журнала Tidevarvet. В 1949—1962 гг. Эва Анден входила в «Сообщество Девяти», присуждающее литературные награды.
Замужем Эва не была, долгое время проживала со своей секретаршей Лисой Экедаль. Она работала до самой смерти в 1970 г. в Уппсале. Её контора просуществовала до 1995 г.